# No Fun at All
No Fun at All ist eine schwedische Punkband, die schnellen Melodycore spielt.

## Geschichte
No Fun at All wurden 1991 in einem kleineren schwedischen Ort namens Skinnskatteberg gegründet. Begründer war der Songwriter, Gitarrist und AC/DC-Fan Micke Danielsson, der die Band zusammen mit dem Bassisten Henrik Sunvisson und dem Sänger Jimmy Olsson, der zunächst auch als Schlagzeuger fungierte, gründete. Olsson verließ die Gruppe bereits 1993, dafür kamen mit dem neuen Sänger Ingemar Jansson, Krister Johansson (Gitarre) und Schlagzeuger Kjell Ramstedt gleich drei neue Bandmitglieder dazu.
Burning Heart Records veröffentlichte 1993 ihre erste Single Vision, die unerwartet über 25.000 mal verkauft wurde. Seitdem erschienen No Straight Angles (1994), Out of Bounds (1995), The Big Knockover (1997) und EP's Going Steady (1998). Das deutsche Magazin Visions führte No Straight Angels auf ihrer 2019 veröffentlichten Liste der 55 besten schwedischen Rockalben.
Nach The Big Knockover verließ Bassist Henrik Sunvisson die Band, da er immer die gleiche Art von Musik spielen wollte, die Band sich musikalisch aber weiterentwickeln wollte. So wechselte Gitarrist Mikael "Micke" Danielsson zum Bass und neuer Gitarrist wurde der bis dahin bei Puffball spielende Stefan Neumann. Die Band löste sich 2001 im Einvernehmen auf. 2002 wurde noch das Best-Of-Album Master Celebrations herausgebracht, welches die erfolgreichsten Stücke der Bandgeschichte sowie zwei neue Songs enthält.
Seit 2005 geben No Fun At All jedoch gelegentlich Konzerte. Von den Gründungsmitgliedern spielt inzwischen nur noch Micke Danielsson in der Band. Auf dem Groezrock-Festival 2008 kündigte die Band an, im gleichen Jahr noch ein neues Album herausbringen zu wollen, von dem sie auf dem Festival zwei der neuen Songs präsentierten.
2012 haben sich No Fun At All wieder aufgelöst. Der geplante Auftritt auf dem Millencolin-20-Year-Festival wurde abgesagt. Seit 2013 ist die Band wieder gelegentlich auf Tour. 2018 erschien mit Grit das erste Studioalbum seit zehn Jahren, welches stilistisch an das Frühwerk der 1990er Jahre anknüpft. Erstmals seit der Auflösung 2001 gab die Band an sich hauptberuflich auf die Musik zu konzentrieren.

## Diskografie
Alben
- 1994: No Straight Angles
- 1995: Out of Bounds
- 1998: EP's Going Steady
- 1997: The Big Knockover
- 2000: State of Flow
- 2002: Master Celebrations
- 2008: Low Rider
- 2018: Grit
- 2022: Seventh Wave

Singles
- 1991: Touchdown (Demo)
- 1993: Vision
- 1995: Stranded
- 1995: In a Rhyme
- 1997: Should Have Known
- 2009: Reckless (I Don't Wanna)
- 2018: Spirit
- 2018: Runner's High
- 2018: The Humdrum Way
- 2022: It's Not a Problem